# Dragutin Laksar
Dragutin Laksar (Križevci, 1853. - Zagreb, 22. srpnja 1929.) - hrvatski političar češkog porijekla, šumarski stručnjak, gradonačelnik Bjelovara od 1914. do 1919. godine, osnivač i prvi predsjednik bjelovarskog ogranka Hrvatske stranke prava.
Rođen je u Križevcima 1853. godine. Njegov otac doseljenik je iz Češke, a majka mu je bila Hrvatica. Otac mu je radio kao zborovođa u Križevačkoj grkokatoličkoj katedrali. Završio je šumarstvo na Gospodarsko-šumarskom učilištu u Križevcima 1872. godine. Iz tog Učilišta kasnije je nastao Šumarski fakultet u Zagrebu. Radio je kao šumar u Križevačkoj i kao nadšumar u Slunjskoj imovnoj općini (Cetingrad). U Karlovcu je upoznao Zlatu Vezmar s kojom se i oženio. Imali su četvoro djece, dvoje je umrlo u djetinjstvu, a treće kao mladić.
Kao šumarski stručnjak pisao je u Šumarskom listu, a posebno se ističe rad "Da li se preporučuje u najnovije doba uvađanje četinjačkih šuma u Hrvatskoj?" iz 1880. godine, u kojem se zalaže za uzgajanje autotohnih listača, a protiv je umjetno sađenih šuma četinjača. Bio je član Hrvatsko-slavonskog šumarskog društva (današnje Hrvatsko šumarsko društvo) u kojem je obavljao i funkciju odbornika, a vrlo aktivno je sudjelovao na skupštinama i savjetovanjima.
Postao je upravitelj Gospodarstvenog ureda Đurđevačke imovne općine (1888.-1901.) sa sjedištem u Bjelovaru. 
Austrijski car Franjo Josip I. posjetio je Bjelovar zbog vojnih vježbi u rujnu 1888. godine. Tom prilikom u posjet Bjelovaru došao je i đakovački biskup Josip Juraj Strossmayer, kako bi se susreo s carem. Budući, da je biskup bio u lošim odnosima s carem, imao je problema naći smještaj u Bjelovaru, jer su se građani bojali, da se time ne zamjere caru. Članovi Narodne stranke iz Bjelovara, kojoj je biskup pripadao, a ranije bio i njen predsjednik, zamolili su Dragutina Laksara, da kod njega odsjedne biskup na što  je i pristao. Biskup se posvađao s carem, što je poznato kao bjelovarska afera, a na kući Dragutina Laksara kasnije je postavljena spomen-ploča vezana za taj događaj na Trgu Hrvatskog Sokola 13.
Godine 1897. Dragutin Laksar imenovan je šumarnikom, a 1901. umirovljen je na vlastitu zamolbu zbog političkih razloga neslaganja s mađaronima, ali se kasnije vraća u službu, pa je od 1903. do 1905. obnašao dužnost upravitelja Gospodarstvenog ureda Križevačke imovne općine u Bjelovaru. 
Laksar je bio žestok protivnik mađarona i oporbeni zastupnik u Gradskom zastupstvu, osnivač i prvi predsjednik Hrvatske stranke prava (sjedinjeni obzoraši i domovinaši) u Bjelovaru čiji je ogranak osnovan 1906. godine. Nakon atentata u Sarajevu nastojao je spriječiti nacionalne tenzije između Hrvata i Srba, a pripadao je dijelu tadašnje bjelovarske građanske elite.
Bio je predsjednik Hrvatskog pjevačkog društva „Dvojnice“ (kasnije se to društvo spojilo s današnjim HORKUD Golub). Također je bio i predsjednik bjelovarske Hrvatske čitaonice (danas Narodna knjižnica i čitaonica "Petar Preradović).
Bio je gradonačelnik Bjelovara od 1914. do 1919. godine za vrijeme i nakon Prvog svjetskog rata. Posebno se brinuo za opskrbu građana za vrijeme rata.